# Alqualondë
Alqualondë és un lloc fictici que pertany al legendarium creat per l'escriptor i filòleg britànic J.R.R. Tolkien. Apareix en la seva novel·la pòstuma El Silmaríl·lion. Alqualondë és una ciutat portuària que els elfs teleri van edificar a la costa d'Eldamar, a Aman. El seu nom en quenya vol dir ‘port dels cignes', ja que els vaixells que hi construïen els releri tenien forma d'aquestes aus.
En aquesta ciutat vivia el rei Olwë, germà de Thíngol. Les seves costes estaven plenes de joies que els teleri hi havien escampat després d'haver-les rebut com regal dels nóldor. En aquesta ciutat es desenvolupà un dels episodis més negres de la història dels elfs, la Matança d'Alqualondë, que va ocórrer durant l'exili dels nóldor d'Aman envers la Terra Mitjana.